# Рязанцев, Емельян Савельевич
Емельян Савельевич Рязанцев — советский хозяйственный, государственный и политический деятель, Герой Социалистического Труда.

## Биография
Родился в 1906 году в селе Петушки. Член КПСС.
С 1920 года — на хозяйственной, общественной и политической работе. В 1920—1966 гг. — крестьянин, колхозник, механизатор-комбайнер в Орловской области, участник Советско-финской войны, участник Великой Отечественной войны, шофёр «полуторки» в составе 38-го отдельного автотранспортного батальона, участник советско-японской войны, комбайнёр Советской МТС Краснодарского края, комбайнер колхоза имени Жданова Новокубанского района Краснодарского края.
Указом Президиума Верховного Совета СССР от 21 мая 1951 года за достижение в 1950 году высоких показателей на уборке и обмолоте зерновых культур присвоено звание Героя Социалистического Труда с вручением ордена Ленина и золотой медали «Серп и Молот».
Умер в станице Советской в 2005 году.